# Tachicardia da rientro atrioventricolare
La tachicardia da rientro atrioventricolare (AVRT), o tachicardia alternata atrioventricolare, è un tipo di ritmo cardiaco accelerato anormale ed è classificata come un tipo di tachicardia sopraventricolare (SVT). L'AVRT è più comunemente associato alla sindrome di Wolff-Parkinson-White, in cui un percorso accessorio consente ai segnali elettrici provenienti dai ventricoli del cuore di entrare negli atri e causare una contrazione più precoce della normale, il che porta a ripetute stimolazioni del nodo atrioventricolare.
Non va confusa con la Tachicardia da rientro nodale AV (AVNRT), classificata anch'essa tachicardia sopraventricolare (SVT),  proviene da un focus all'interno del cuore sopra il fascio di His.

## Segni e sintomi

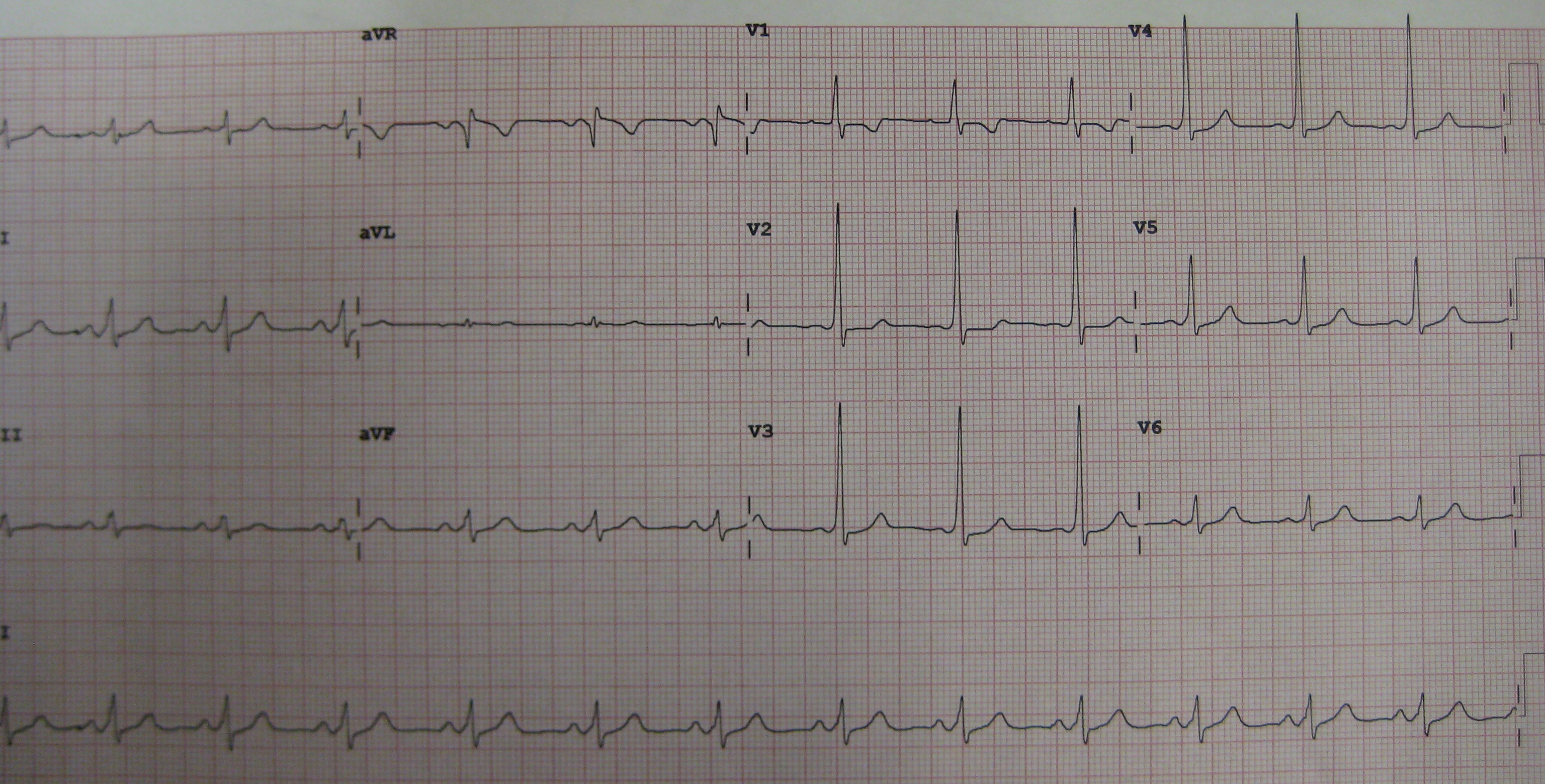
Elettrocardiogramma a 12 derivazioni di un individuo con sindrome di Wolff-Parkinson-White che mostra "onde delta" prima dei complessi QRS.

Un episodio di SVT può presentarsi con palpitazioni, vertigini, mancanza di respiro o perdita di coscienza (svenimento). L'elettrocardiogramma (ECG) apparirebbe come un SVT a complesso stretto. Tra gli episodi di tachicardia è probabile che la persona colpita sia asintomatica, tuttavia l'ECG dimostrerebbe la classica onda delta nella sindrome di Wolff-Parkinson-White.

## Patofisiologia
Sono coinvolti due percorsi distinti: il normale sistema di conduzione atrioventricolare e un percorso accessorio. Durante l'AVRT, il segnale elettrico passa nel modo normale dal nodo AV nei ventricoli. Quindi, l'impulso elettrico ritorna patologicamente indietro negli atri attraverso il percorso accessorio, causando una contrazione atriale e ritorna al nodo AV per completare il circuito di rientro (vedere la figura). Una volta iniziato, il ciclo potrebbe continuare a far battere il cuore più velocemente del solito.
L'inizio dell'AVRT può avvenire attraverso un impulso prematuro di origine atriale, giunzionale o ventricolare.

## Trattamento
La gestione acuta è come per SVT in generale. L'obiettivo è interrompere il circuito. Nel paziente colpito, può essere necessaria la cardioversione DC. In assenza di shock, si tenta di inibire il nodo AV. Questo viene raggiunto prima da una prova di specifiche manovre fisiche come trattenere il respiro o calare. Se queste manovre falliscono, usando l'adenosina per via endovenosa; provoca il blocco elettrico completo nel nodo AV e interrompe il circuito elettrico rientrante. La gestione a lungo termine include la terapia con beta-bloccanti e l'ablazione con radiofrequenza del percorso accessorio.